# Burgerweeshuis (Amsterdam, Kalverstraat)

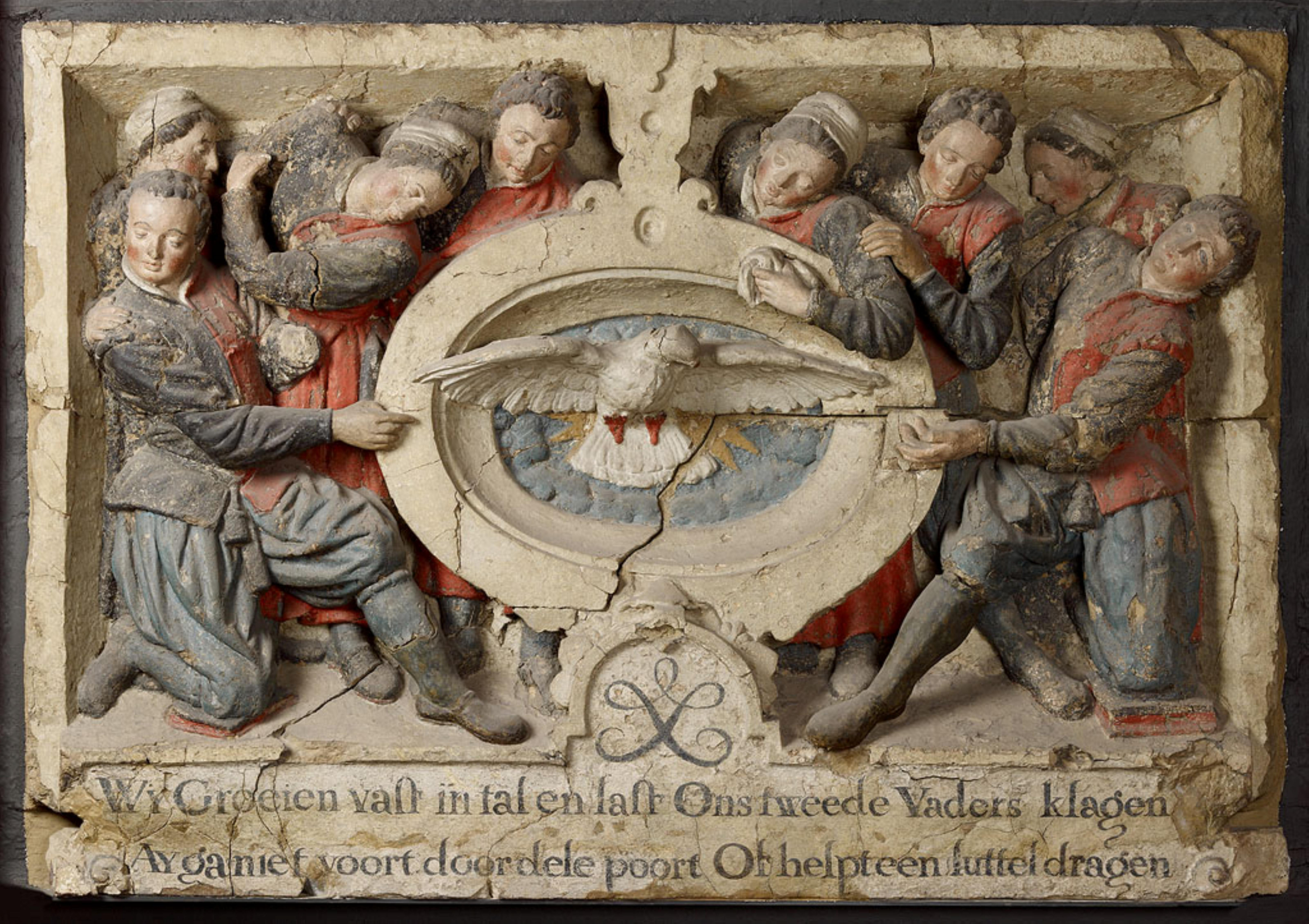
Het reliëf van Joost Jansz. Bilhamer boven de weeshuispoort in de Kalverstraat met weeskinderen gegroepeerd om het embleem van het Burgerweeshuis: een witte duif, het symbool van de Heilige Geest.

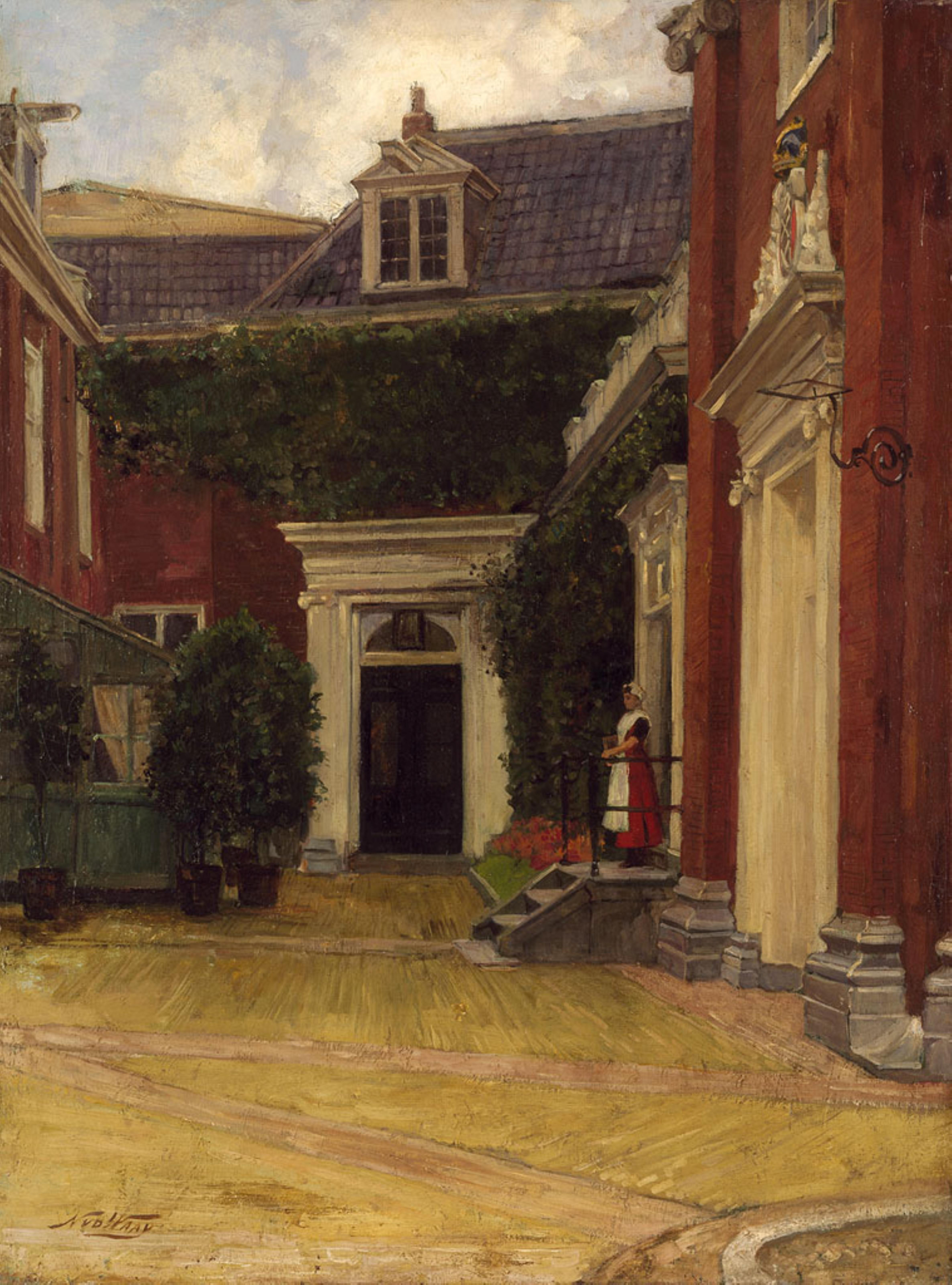
Nicolaas van der Waay schilderde het pleintje naast de meisjesbinnenplaats voor de toegangspoort naar de jongensbinnenplaats, die overigens meestal gesloten was.

Het Burgerweeshuis gelegen tussen de Kalverstraat, het Begijnhof, de Nieuwezijds Voorburgwal en de Sint Luciënsteeg kwam in 1580 in gebruik, toen de wezen het voormalig Sint Luciënklooster betrokken. Om het gebouw aan de Kalverstraatzijde herkenbaar te maken als weeshuis werd een grote poort gemaakt. De beeldhouwer Joost Jansz. Bilhamer (1541-1590) kreeg hiervoor de opdracht. Hij bracht ook een reliëf boven de poort aan (zie foto). De tekst boven de poort, toegeschreven aan Joost van den Vondel luidt: Wy Groeien vast in tal en last. Ons tweede Vaders klagen/Ay ga niet voort door dese poort, Of helpt een luttel dragen. De poort is nog steeds een markant punt in de beroemde winkelstraat.
Sinds 1975 is het Amsterdam Museum (voorheen Amsterdams Historisch Museum) gehuisvest in dit gebouw.

## Geschiedenis
Het  eerste Amsterdamse weeshuis, de voorganger van het Burgerweeshuis, was rond 1520 door een aantal gegoede burgers opgericht. Deze behuizing lag op een erf tussen het Rokin en de Kalverstraat, tegenover het Sint Luciënklooster. Het Burgerweeshuis nam onder de andere Amsterdamse liefdadigheidsinstellingen een bijzondere plaats in. Het was uitsluitend bestemd voor kinderen van Amsterdamse poorters. Vondelingen en kinderen van arme mensen werden dus niet opgenomen. Behalve om zijn toelatingseisen was het tehuis uniek door zijn financiële onafhankelijkheid. Doordat het weeshuis na de alteratie de beschikking had gekregen over de landerijen en bezittingen van het voormalige klooster, was de basis gelegd voor meer dan vier eeuwen wezenzorg.

### Verbouwingen
Het hierboven vermelde vers onder het reliëf boven de wezenpoort in de Kalverstraat werd waarschijnlijk aangebracht tijdens de grote verbouwing van het tehuis in 1634. Het Burgerweeshuis moest uitbreiden, omdat het bijna letterlijk uit zijn voegen groeide. De pest had een zware tol geëist onder de bevolking en epidemieën in de jaren 1602, 1617 en 1622-1628 waren direct voelbaar geweest in de bevolkingsaantallen van het tehuis. Om deze reden hadden de regenten regelmatig de toelatingseisen verscherpt; ouders moesten langer poorter zijn geweest en de minimum- en maximumleeftijd voor opname als wees werden resp. verhoogd en verlaagd. In de jaren 1622-1628 werd het aantal burgerwezen bijna verdubbeld, schattingen lopen van ca. 500 tot ca. 900 kinderen. In 1632 werd het voormalige Oudemannenhuis, gelegen tussen de Kalverstraat en het klooster, aan het Burgerweeshuis toegevoegd. Dit werd het jongensdeel. Van de poort aan de Kalverstraat tot aan dit nieuwe Jongenshuis werd een galerij gebouwd, vermoedelijk naar ontwerp van Pieter de Keyser, de stadsbouwmeester. Twee jaar later, in 1634, vond de grootste verbouwing plaats. De regenten van het weeshuis kregen een deftige regentenkamer, met een eigen ingang in de poort bij de Sint Luciënsteeg. De middeleeuwse kloostergangen werden afgebroken. Hiervoor in de plaats kwamen drie, waarschijnlijk door Jacob van Campen ontworpen, classicistische gebouwen. De binnenplaats die zo ontstond heet sindsdien de meisjesbinnenplaats. Alleen het oostelijke pand, dat grensde aan de Begijnensloot, bleef bewaard. Hier kwam het door Hendrick de Keyser ontworpen kinderhuis, waar de kinderen van 4 tot 10/12 jaar woonden. In 1744 werd ook deze gevel vervangen en opnieuw opgetrokken in dezelfde stijl als de gevels van 1634. Zo ontstond een bijzondere architectonische eenheid, die tot op heden het uiterlijk van het gebouwencomplex bepaalt.

### Burgerwezen

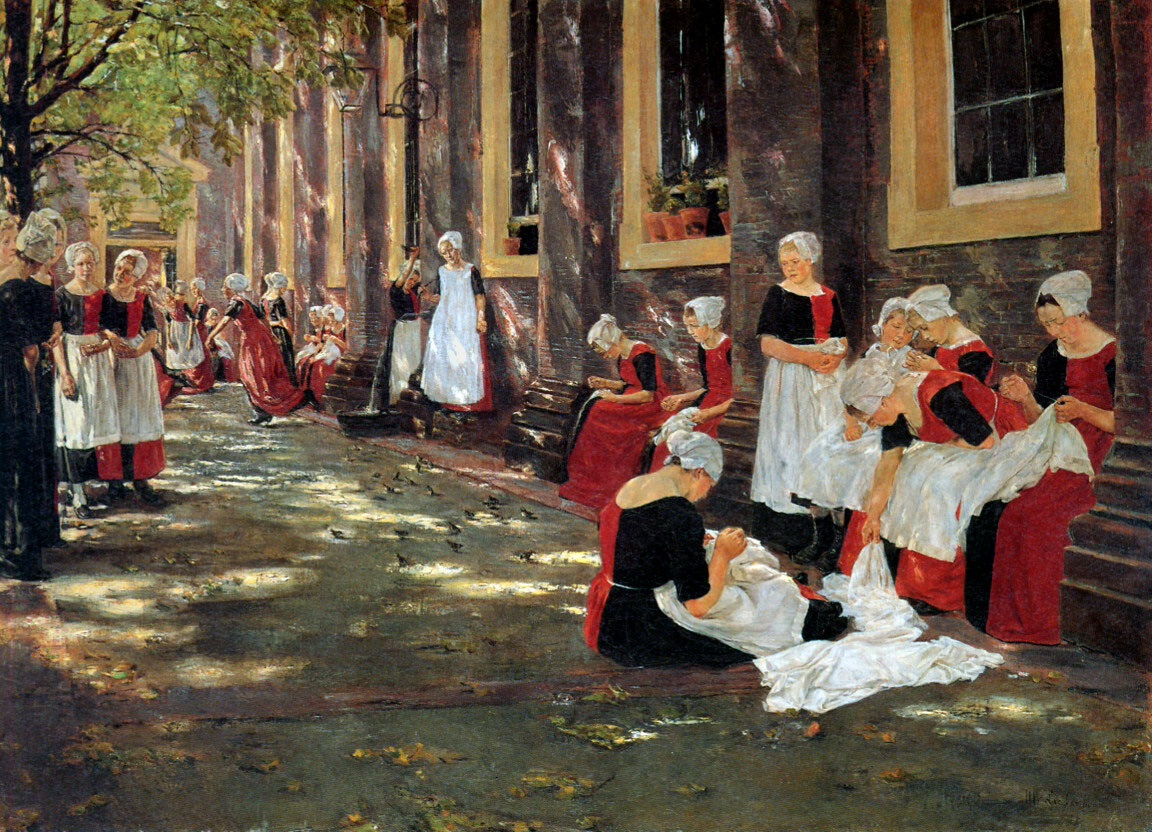
Rustpauze in het Amsterdamse weeshuis (1881/1882), schilderij van Max Liebermann (Städel Museum)

De burgerwezen kregen een goede opleiding. Ze gingen naar school en de jongens leerden ambachten, zoals houtbewerking en dergelijke, terwijl de meisjes les kregen in handwerken. Aangezien het om honderden kinderen ging, waren de regels streng. Zelfs op straat moesten de wezen zich netjes gedragen, omdat ze erg herkenbaar waren door hun kleding. De linkerkant van de jurken en jassen was felrood en de rechterkant zwart, waarschijnlijk de kleuren van het wapen van Amsterdam, ook al is dit niet met zekerheid te zeggen. Tijdelijk was het uniform geheel zwart op het bevel van Lodewijk Napoleon in 1808 met de initialen B.W.A. op de linkerschouder. Dit werd echter in 1816 teruggedraaid. Pas in 1919 werd het uniform afgeschaft.

### Van Speijk

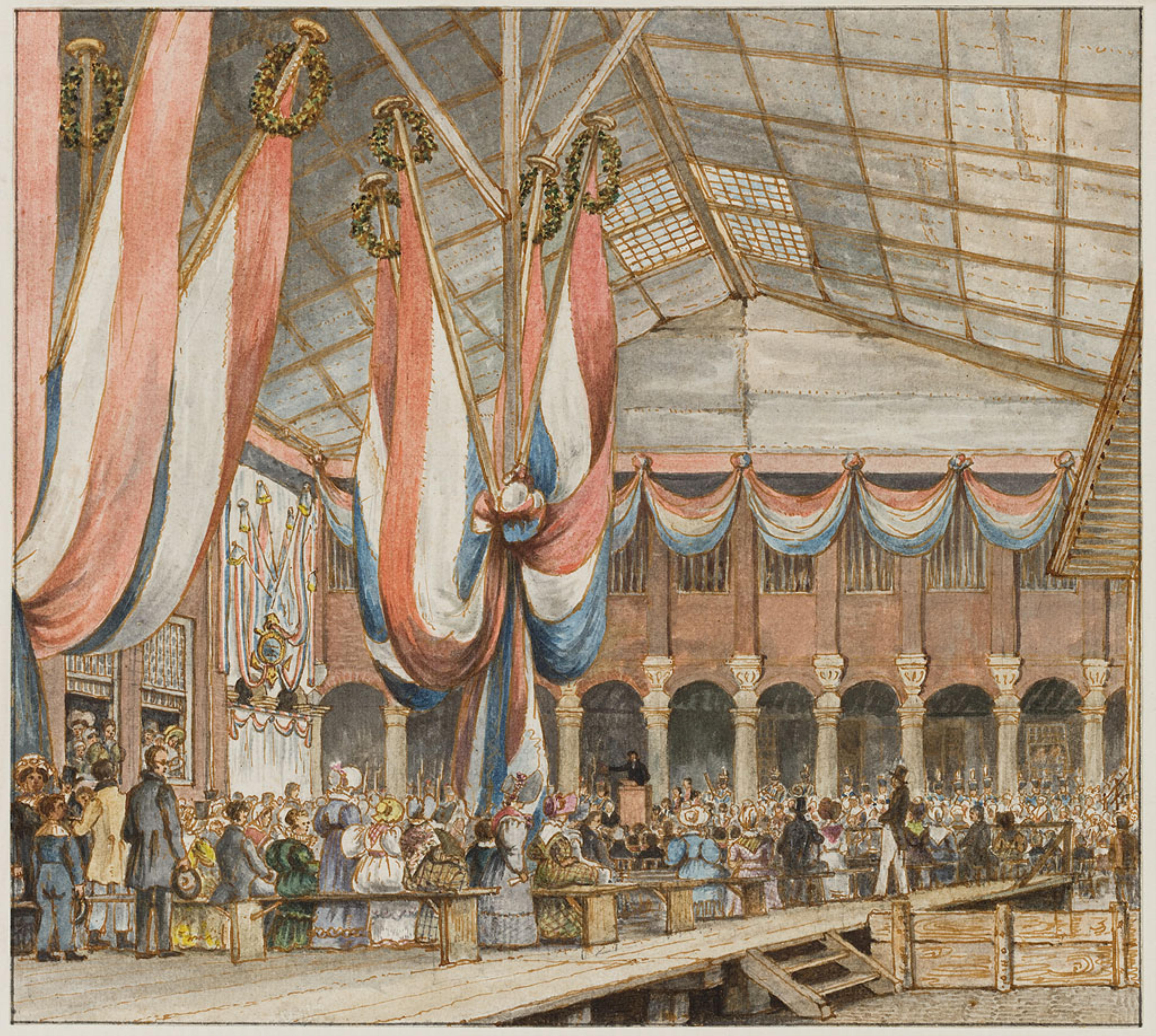
Aquarel van de feestelijke onthulling op 20 oktober 1831 van de gedenksteen op de jongensbinnenplaats van het Burgerweeshuis, ter ere van de beroemdste inwoner van het Burgerweeshuis uit de geschiedenis.

Tijdens de Belgische opstand raakte Nederland in 1831 in de ban van Jan Carel Josephus van Speijk (1802-1831). Hij blies zichzelf op met schip, bemanning en al, om maar uit handen van de Belgen te blijven. Van hem is de beroemde uitspraak 'Dan liever de lucht in'. Zijn heldendood veroorzaakte een ware explosie van vaderlandslievende euforie en vestigde de aandacht van de natie op het Amsterdamse Burgerweeshuis, waar de jonge Van Speijk was opgegroeid. Hij was de eerste volksheld sinds de dagen van Michiel de Ruyter. Tal van kunstenaars, schrijvers, dichters en musici vereerden Van Speijk in hun werk. Om geld voor een monument bijeen te brengen werd een nationale loterij uitgeschreven. Er bestond een ware Van Speijk-cultus. Ook de regenten van het Burgerweeshuis onthulden op 20 oktober 1831 een gedenksteen voor Van Speijk aan de jongensbinnenplaats van het weeshuis.
Op 4 mei 1832 werd Van Speijk met veel eerbetoon begraven in de Nieuwe Kerk in Amsterdam. Hieraan vooraf ging een lange rouwstoet door de stad. Weesjongens en regenten van het Burgerweeshuis behoorden tot de eregasten. In de Kalverstraat stopte de stoet voor het Burgerweeshuis, waar weesjongens met een lied de laatste eer aan hun broeder brachten. De volgende dag werd een marinefregat naar Van Speyk vernoemd. Een burgerwees werd een voorbeeld voor de Nederlandse jeugd. De burgerwees J.C.C. Dettmeijer schreef als veertienjarige jongen een lang lofdicht op de nationale held. De laatste versregels bewijzen nog eens hoezeer de heldenverheerlijking ook het Burgerweeshuis raakte:

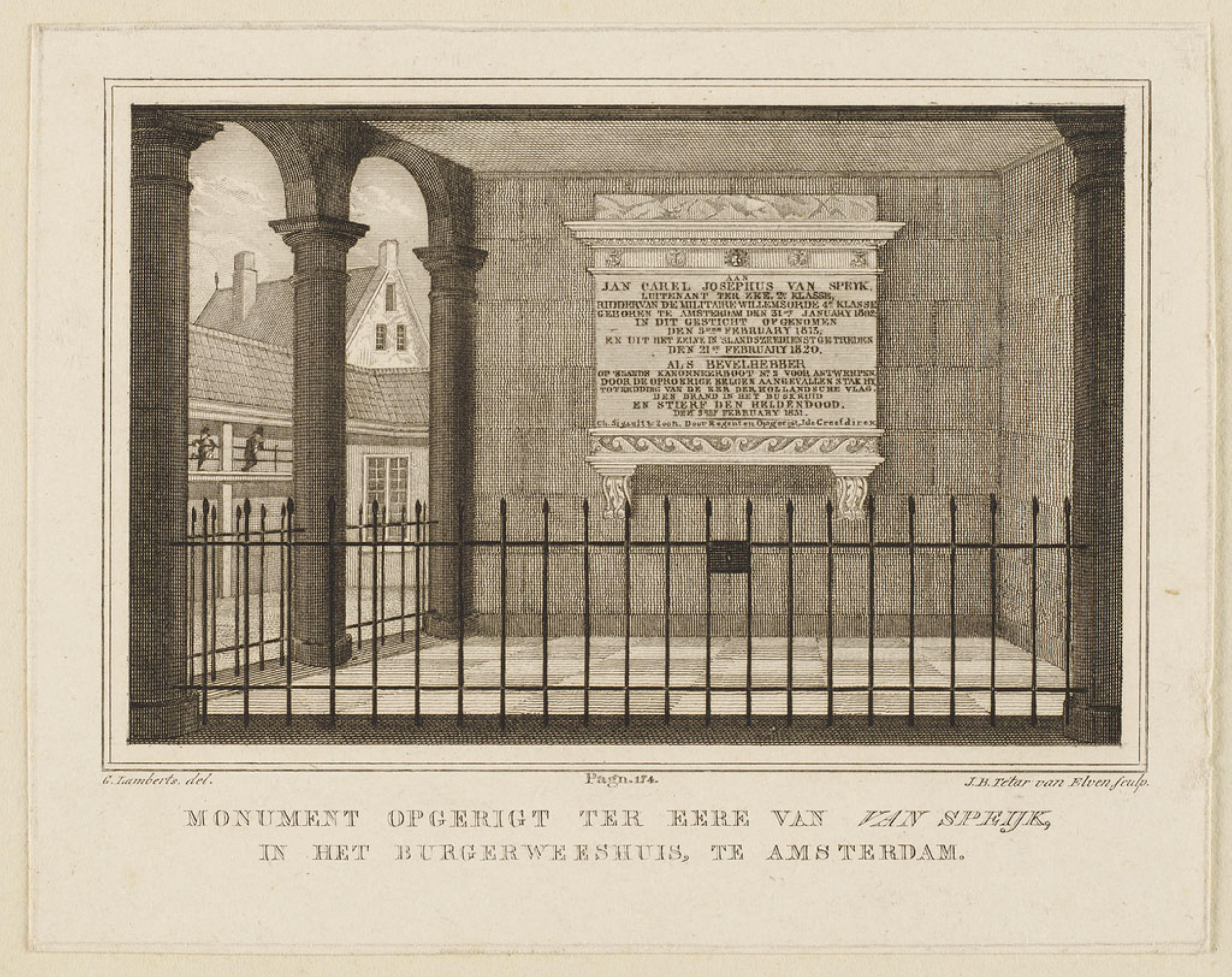
Prent door de Amsterdamse kunstenaar Jan Baptist Tetar van Elven (1805-1889) van de gedenksteen.

En zou ik dan een wees verzwijgen
nog in 't zelfde huis gevoed?
Zou ik geen lust in 't dichten krijgen
als mijn broer die daden doet?
Ik wil dan op zijn daden staren
dat elk Nederlander ziet
dat het gesticht der Amstelaren
Vaderlandse helden biedt.

### Verhuizing

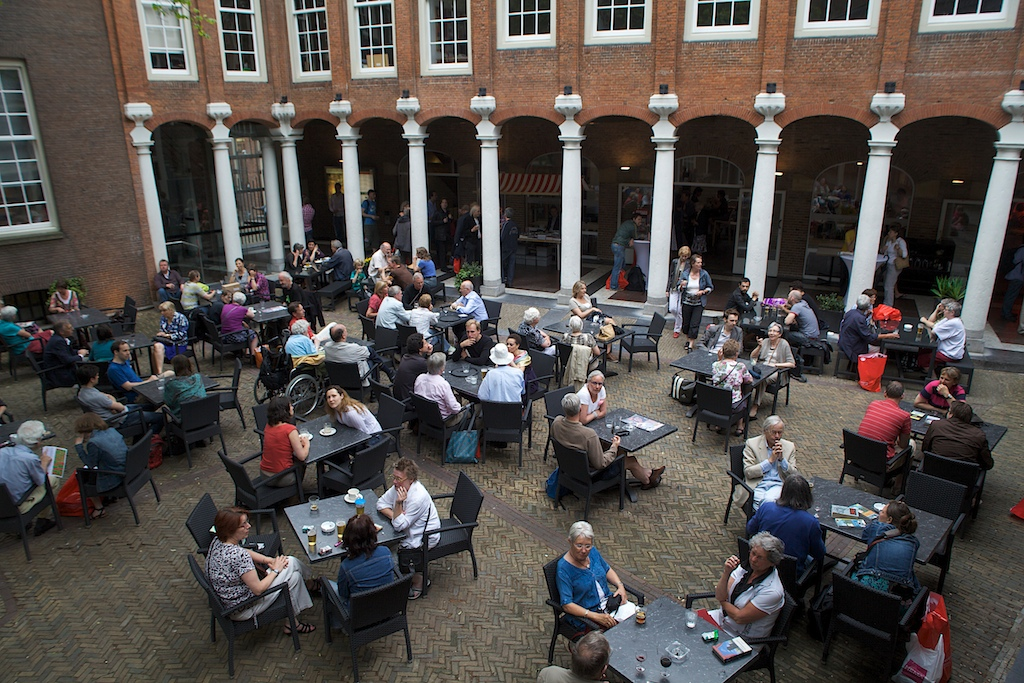
De jongensbinnenplaats in juni 2010.

Zo rond het begin van de 20e eeuw nam het aantal wezen af. Er kwam meer welvaart en betere medische verzorging waardoor mensen minder snel stierven. Al gauw werden er ook kinderen opgenomen van ouders die tijdelijk niet voor hen konden zorgen, bijvoorbeeld door ziekenhuisopname. In de jaren 30 werden in het Burgerweeshuis, op initiatief van Truus Wijsmuller-Meijer, Duitse vluchtelingenkinderen ondergebracht.
In 1954 kreeg Aldo van Eyck opdracht een nieuw kindertehuis te bouwen aan het IJsbaanpad in Amsterdam-Zuid. Zes jaar later werd het nieuwe Burgerweeshuis opgeleverd. In 1962 werden de gebouwen van het oude Burgerweeshuis aan de gemeente Amsterdam verkocht. Na een ingrijpende verbouwing opende dertien jaar later, in 1975, het Amsterdams Historisch Museum er zijn deuren. De eet- en slaapzalen werden bibliotheek of expositieruimte. Het museum draagt tegenwoordig de naam Amsterdam Museum.